# Hausa (taal)
Het Hausa is een Afrikaanse taal. Ze wordt als moedertaal gesproken door 24 miljoen mensen, en als tweede taal door nog eens 15 miljoen.

## Classificatie
Het Hausa behoort tot de West-Tsjadische talen, deelgroep van de Tsjadische talen, die op hun beurt behoren tot de Afro-Aziatische taal-familie.

## Geografische verspreiding
Het Hausa wordt voornamelijk als moedertaal gesproken in het Afrikaanse land Niger en in het noorden van Nigeria, maar de taal wordt veelvuldig gebruikt als lingua franca in een veel groter deel van West-Afrika, in het bijzonder door moslims.

### Officiële status
Het Hausa is een officiële taal in het noorden van Nigeria.

### Dialecten
Oostelijke Hausa-dialecten vindt men in Kano, Katagum en Hadejiya, Westerse Hausa-dialecten in Sokoto, Katsina, Gobirawa, Adarawa, Kebbawa en Zamfarawa. Noordelijke Hausa-dialecten zijn er in Arewa en Arawa.

### Afgeleide talen
Barikanchi is een pidgintaal gebruikt in het leger.

## Klank

### Tonen
Het Hausa is een toontaal. Er zijn vijf klinkers: a, e, i, o en u, die elk een lage, een hoge en een dalende toon kunnen krijgen.
Men kan deze tonen voorstellen met behulp van Franse accenten:
à è ì ò ù (lage toon)
á é í ó ú (hoge toon)
â ê î ô û (dalende toon)
In gewoon schrift worden deze tonen niet geschreven, maar soms is het nodig om dubbelzinnigheid uit te sluiten.

## Schrift
Het Hausa bestaat al meer dan 200 jaar in geschreven vorm, oorspronkelijk als een Arabisch schrift, maar dit schrift is grotendeels verdrongen door het Latijnse alfabet, dat ingevoerd werd in het begin van de 20e eeuw. Er zijn drie extra medeklinkers die bij het Romeinse alfabet komen: ɓ, ɗ en &#409;.